# Monasterio de Shweinbin
El Monasterio de Shweinbin (en birmano: ရွှေအင်ပင်ကျောင်း) es un monasterio budista en Mandalay, Birmania, construido según la tradición de la arquitectura de teca birmana. Fue construido en 1895 por un comerciante chino-birmano casado con una mujer birmana de ascendencia real. Su construcción se adhiere estrictamente a las reglas tradicionales de la arquitectura monástica birmana e incluye todos los pabellones coronados designados como pyatthat.